# シェーンタール
シェーンタール (ドイツ語: Schöntal) は、ドイツ連邦共和国バーデン＝ヴュルテンベルク州ホーエンローエ郡に属す町村（以下、本項では便宜上「町」と記述する）。

## 地理

### 位置
シェーンタールは、標高200mから334mのヤクスト川およびその支流の渓谷に位置している。

### 隣接する自治体
シェーンタールは、北はネッカー＝オーデンヴァルト郡のラーヴェンシュタインおよびオスターブルケンと境を接する。西には、ハイルブロン郡のヤクストハウゼンおよびヴィッデルンが位置する。東にはクラウトハイムおよびインゲルフィンゲンがあり、南はヴァイスバッハとフォルヒテンベルクを境を接している。

### 自治体の構成
シェーンタールは、1972年3月1日に、それまで独立した自治体としてキュンツェルザウ郡に属していたアシュハウゼン、ベルリヒンゲン、ビーリンゲン、マルラッハ、オーバーケサッハ、シェーンタール（現在はクロスター・シェーンタール地区と称している）、ジンデルドルフおよびヴェステルンハウゼンが合併して成立した。1973年1月1日に、さらにヴィンツェンホーフェンが合併し、新しい自治体が発足した。

## 歴史
- 1157年: シェーンタール修道院設立。

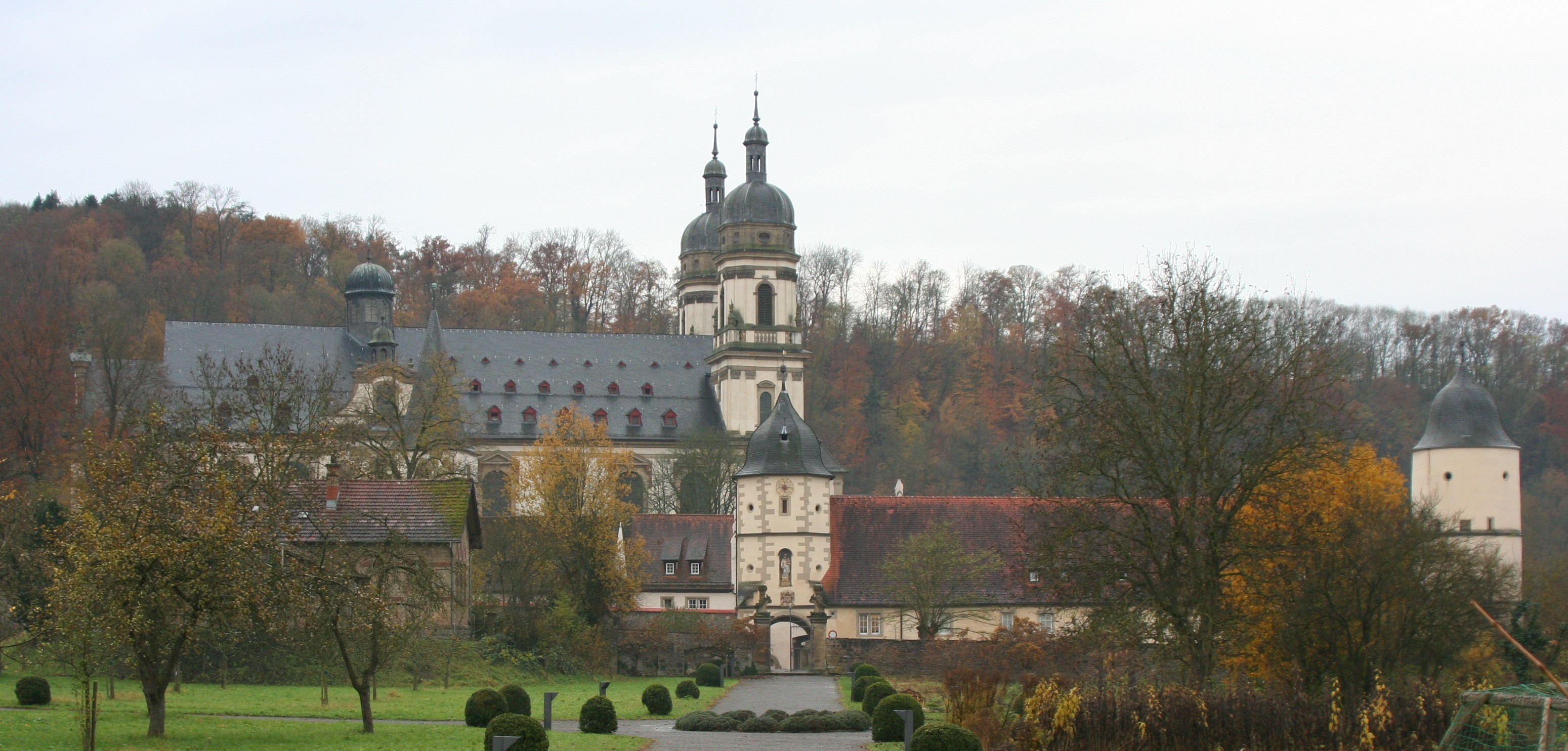
シェーンタール修道院

- 1972年: 自治体（町村）としてのシェーンタール創設。

## 行政

### 議会
この町の議会は24議席からなる。

### 首長
町長は、直接選挙で選出され、任期は8年間である。ヨアヒム・ショルツ (CDU) は、2020年5月10日に新たな町長に選出された。

## 経済と社会資本

### 地元企業
- LTI
- Ziehl-Abegg AG: モーター、ファン

### ワイン製造
かつてヤクスト渓谷一帯は、ワイン製造が大変に盛んであった。現在では、ビーリンゲン地区でわずかな面積のブドウ畑が運営されているに過ぎない。

## 文化と見所

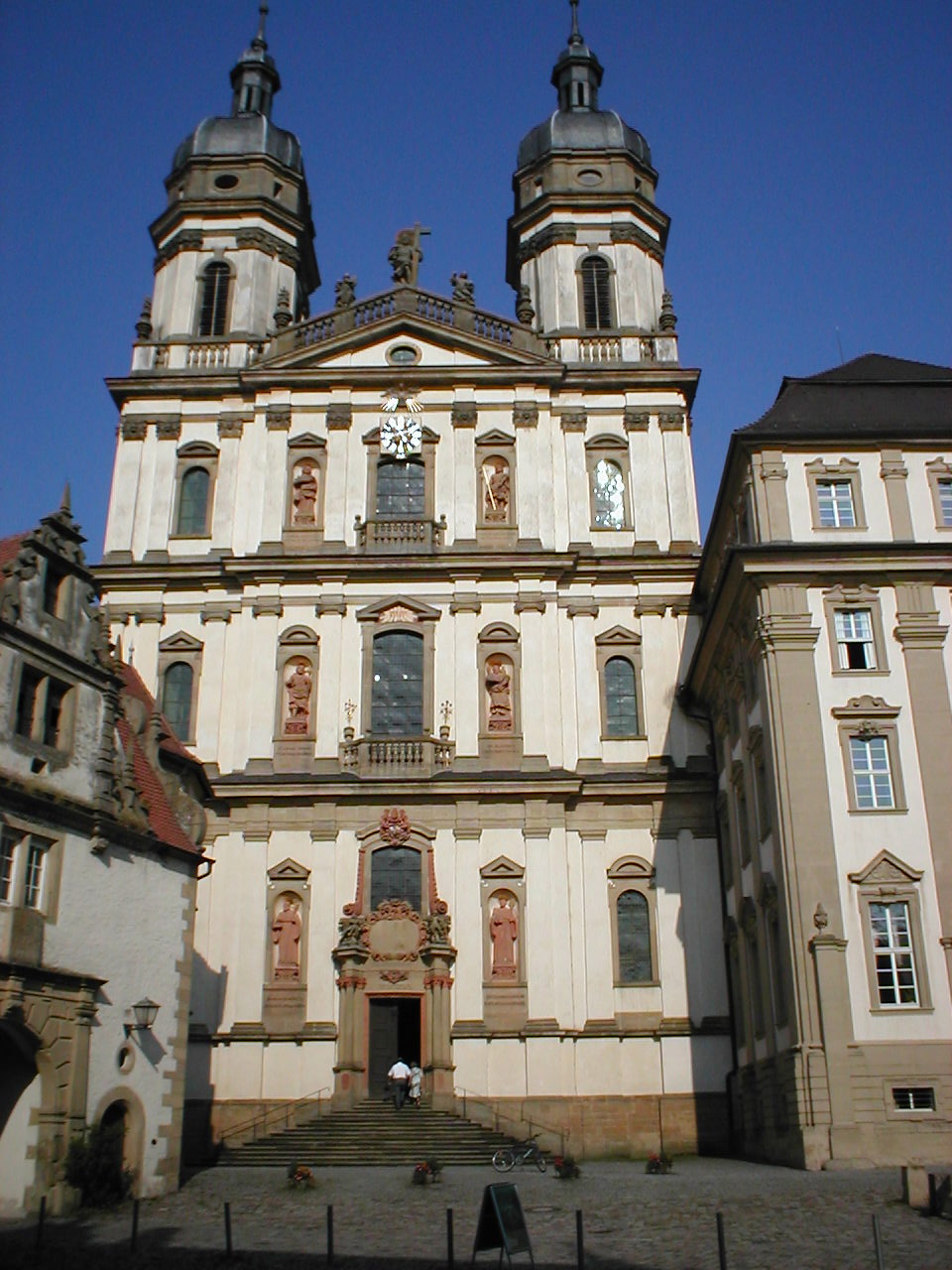
シェーンタール修道院のバロック教会

- シェーンタール修道院: 1157年に設立され、1802年に世俗化された、旧シトー会修道院。バーデン＝ヴュルテンベルク州北部で最も見事なバロック時代の聖界宮殿である。
- ベルリヒンゲン地区: ベルリヒンゲン家の主城（私邸）およびユダヤ人墓地（ホーエンローエ郡最大のもの）。
- ヴェステルンハウゼン地区: 城趾。14世紀の城砦の城壁跡。

## 人物

### 出身者
- ゲッツ・フォン・ベルリヒンゲン（1480年 - 1563年）ベルリヒンゲン地区またはヤクストハウゼンの生まれ。フランケンの騎士。シェーンタール修道院に埋葬されている。
- ヴォルフガング・リュッケルト（1942年 - ）政治家（CDU）。元バーデン＝ヴュルテンベルク州財務省次官。

## 引用
1. ↑  Statistisches Landesamt Baden-Württemberg – Bevölkerung nach Nationalität und Geschlecht am 31. Dezember 2023 (CSV-Datei)
2. ↑  “Bürgermeisterwahl Schöntal”. 2021年5月13日閲覧。